# Cecidomyia helmsi
Cecidomyia helmsi är en tvåvingeart som först beskrevs av Frederick Askew Skuse 1890.  Cecidomyia helmsi ingår i släktet Cecidomyia och familjen gallmyggor. Inga underarter finns listade i Catalogue of Life.